# Nicolas Bro
Nicolas Bro (født 16. marts 1972 i København) er en dansk skuespiller og dramatiker. 
Han er søn af skuespillerne Helle Hertz og Christoffer Bro. Han er gift med teaterrekvisitør Theresa Stougaard Bro og bror til skuespillerne Anders Peter Bro og Laura Bro. Desuden er han nevø til skuespillerinderne Vigga Bro og Lone Hertz og skuespilleren Tony Rodian samt fætter til skuespilleren Steen Stig Lommer.

## Karriere
Nicolas Bro er uddannet fra Statens Teaterskole i 1998, sammen med bl. andre Stine Stengade og Nikolaj Lie Kaas. Han fik sin første større rolle som den udviklingshæmmede og sexgale Otto i tv-serien Rejseholdet. Hans talent for at spille sære karakterer afspejler sig også i hans filmkarriere, hvor han har haft mange markante biroller i danske film som De grønne slagtere, Rembrandt og Adams æbler. Hans første hovedrolle i en spillefilm var rollen som Anker i Jannik Johansens psykologiske thriller Mørke (2005). I 2006 modtog han en Bodil for bedste mandlige birolle for sin præstation i filmen Voksne mennesker. I 2005-06 kunne han opleves på tv i en serie af reklamefilm for Storebæltsbroen sammen med Mads Mikkelsen. 
Nicolas Bro modtog i 2007 en Bodil i kategorien bedste mandlige hovedrolle for filmen Offscreen.
Nicolas Bro var i en periode ansat på Det Kongelige Teater og har haft flere teaterroller på bl.a. Aveny-T, Kaleidoskop, Grønnegårdsteatret og Mungo Park. Som dramatiker har Nicolas Bro bl.a. skrevet stykkerne Natsværmerne og Guddommeliggørelsen af den laveste fællesnævner til Mammutteatret og Himmelstormerne til Østre Gasværk Teater. Han spillede Hamlet i den første forestilling i det nye skuespilhus (2008) og fik fremragende anmeldelser samt Årets Reumert for sin præstation. Samme år var Nicolas Bro vært i "Zulu Awards" på TV 2 Zulu.
Nicolas Bros skuespil findes bevaret i Dramatisk Bibliotek på Det Kongelige Bibliotek.

## Filmografi

### Film
| År   | Film                         | Rolle                                        |
| ---- | ---------------------------- | -------------------------------------------- |
| 2001 | En kærlighedshistorie        | John                                         |
| 2001 | Monas Verden                 | Filmklipper                                  |
| 2002 | Små Ulykker                  | Portør                                       |
| 2003 | De grønne slagtere           | Hus Hans                                     |
| 2003 | Regel nr. 1                  | Palle                                        |
| 2003 | Rembrandt                    | Jimmy                                        |
| 2003 | Reconstruction               | Leo Sand                                     |
| 2003 | Baby                         | Spritter                                     |
| 2004 | Den gode strømer             | Mulle                                        |
| 2004 | Kongekabale                  | Journalisten Henrik Moll                     |
| 2005 | Af banen!                    | Asger                                        |
| 2005 | Mørke                        | Anker                                        |
| 2005 | Adams æbler                  | Alkoholikeren Gunnar                         |
| 2005 | Voksne mennesker             | Morfar                                       |
| 2006 | Offscreen                    | Sig selv                                     |
| 2006 | Der var engang en dreng      | Alf                                          |
| 2007 | Udenfor kærligheden          | Weinberger                                   |
| 2007 | Den Sorte Madonna            | Brian                                        |
| 2007 | Hvid nat                     | Bertel, Ulrichs bror                         |
| 2009 | Over gaden under vandet      | Ask                                          |
| 2010 | Broderskab                   | Tykke                                        |
| 2010 | Usynlige Venner              | endnu uvist rolle[kilde mangler]             |
| 2011 | Jensen & Jensen              | stemme, Bjarne                               |
| 2012 | War Horse                    | Friederich, tysk menig hestepasser           |
| 2012 | Spies og Glistrup            | Mogens Glistrup, dansk sagfører og politiker |
| 2013 | Antboy                       | Loppen                                       |
| 2014 | Antboy: Den Røde Furies hævn | Loppen                                       |
| 2015 | Mænd og Høns                 | Josef                                        |
| 2016 | Fuglene over sundet          | Kaj                                          |
| 2016 | Antboy 3                     | Loppen                                       |
| 2017 | Aldrig mere i morgen         | Vincent                                      |
| 2017 | Dræberne fra Nibe            | Ib                                           |
| 2017 | Mens vi lever                | Peter Ilsøe                                  |
| 2017 | Fantasten                    | Hasse                                        |
| 2018 | Journal 64                   | Brandt                                       |
| 2019 | Gooseboy                     | Viggo Mortensen                              |
| 2019 | Kollision                    | Wagner                                       |
| 2020 | Retfærdighedens ryttere      | Emmenthaler                                  |
| 2020 | Kagefabrikken                | Niels Agger                                  |

### Tv-serier
| År   | Titel                           | Rolle                       | Noter        |
| ---- | ------------------------------- | --------------------------- | ------------ |
| 2002 | Rejseholdet                     | Otto                        |              |
| 2009 | Forbrydelsen II                 | Justitsminister Thomas Buch |              |
| 2014 | 1864                            | D.G. Monrad                 |              |
| 2014 | Bankerot                        | Tandfeen                    |              |
| 2018 | Sindsygelægen                   | Jacob Riis, rapporter       |              |
| 2018 | Theo & Den Magiske Talisman     | Træmanden                   | Julekalender |
| 2019 | DNA                             |                             |              |
| 2022 | Fuhlendorff og de skøre riddere | Borgmester Surmir           |              |

## Teater
Tekst mangler, hjælp os med at skrive teksten

## Priser og hædersbevisninger

### Film
- 2005: Natsværmerprisen
- 2006: Bodilprisen for bedste mandlige birolle i Voksne mennesker
- 2007: Bodilprisen for bedste mandlige hovedrolle i Offscreen
- 2007: Statens Kunstfond for Offscreen

### Teater
- 1999: Reumerts Talent Pris
- 2002: Reumert for årets mandelige birolle i Skrigerne på Aveny-T
- 2006: Teaterpokalen for Mephisto i Faust på Det Kongelige Teater
- 2007: Reumert for årets mandelige hovedrolle i Faust på Det Kongelige Teater
- 2008: Reumert for årets mandlige hovedrolle i Hamlet, Det Kongelige Teater

### Øvrige
- 1999: Prins Henriks Legat
- 2000: Dramatikker Forbundets Allen-Pris
- 2002: Elith Pio's Holberg Legat
- 2005: Lauritzen-prisen
- 2005: Ingmar Bergmans Rejselegat
- 2005: Reumerts legat af 1958
- 2006: Ole Haslunds Hæderslegat
- 2006: Ridderkorset af Dannebrogordenen
- 2014: Lars Kjeldgaard Prisen.